# Hinte
Hinte est une commune de l'arrondissement d'Aurich en Frise orientale, dans le land de Basse-Saxe. Elle compte environ 7 000 habitants et fait ainsi partie des plus petites communes de cet arrondissement. Sa densité de 145 habitants/km2 la place légèrement en dessous de la densité moyenne de population de Frise-Orientale (148 hab/km2) et de celle du land (168 hab/km2).